# Live at Ambergate

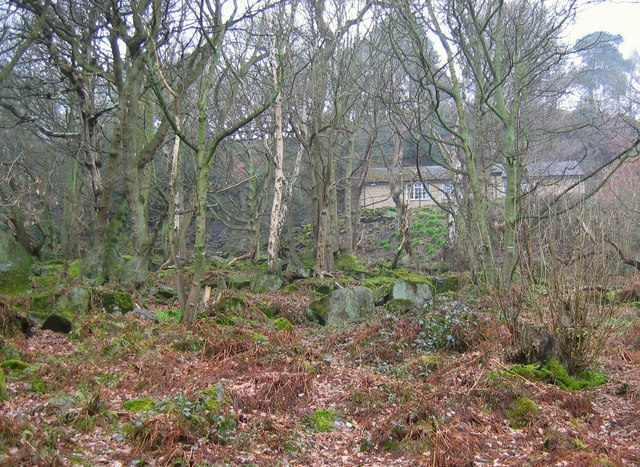
Shining Cliff Woods

Live at Ambergate is een album van Gordon Giltrap. Het is een zogenaamde binaural recording om een speciaal diepte-effect te verkrijgen. Het album is live opgenomen in de bossen van Shining Cliff Woods, Ambergate in Derbyshire.

## Musici
- Gordon Giltrap – gitaar met natuurgeluiden op de achtergrond.

## Muziek
| Nr. | Titel             | Duur |
| --- | ----------------- | ---- |
| 1.  | Arrival           | 3:04 |
| 2.  | Down the river    | 8:59 |
| 3.  | Chambertin        | 4:51 |
| 4.  | At Giltrap’s bar  | 5:15 |
| 5.  | A Christmas carol | 6:31 |
| 6.  | The picnic        | 3:44 |
| 7.  | A Dublin day      | 6:32 |
| 8.  | Daisy chain       | 4:24 |
| 9.  | Kaz               | 3:56 |
| 10. | Who knows         | 3:24 |
| 11. | Departure         | 3:45 |